# Nash Bridges
Nash Bridges es una serie de televisión estadounidense policiaca protagonizada por Don Johnson y producida por Don Johnson Company. Es una serie de seis temporadas y de 122 episodios que se emitió entre 1996 y 2001.

## Argumento
Nash Bridges es un inspector de la SIU (Special Investigation Unit), que más tarde se vuelve en jefe de esa unidad de la policía, cuando su predecesor se va. Es una unidad especializada para combatir el crimen en San Francisco. Tiene un padre, un hermano mayor desaparecido en Vietnam, una hermana, dos exmujeres y una hija llamada Cassidy. Tiene un compañero de trabajo, que también es su mejor amigo. Se llama Joe Domínguez y juntos con otros policías él se va a solucionar casos criminales mientras que también tiene que ocuparse de cuestiones familiares.

## Reparto
- Don Johnson - Inspector/ Capitán Nash Bridges
- Cheech Marin - Inspector/ Teniente Joe Dominguez
- Jodi Lyn O'Keefe - Cassidy Bridges
- Jeff Perry - Inspector Harvey Leek
- James Gammon - Nick Bridges

## Producción
Don Johnson creó la serie con ayuda de un amigo suyo porque ansiaba un cambio con respecto al hecho de cómo la gente le comparaba con la serie de Miami Vice.

## Recepción
La serie fue exitosa. Generó mundialmente más de 325 millones en ganancias, de las cuales 150 millones fueron obtenidas internacionalmente. Sin embargo la serie fue cancelada a causa de una disputa de Paramount y CBS acerca de la serie.